# Anatoma aupouria
Anatoma aupouria es una especie de molusco gasterópodo de la familia Scissurellidae en el orden de los Vetigastropoda.

## Distribución geográfica
Se encuentra en Nueva Zelanda